# فک ودل
فک ودل (نام علمی: Leptonychotes weddellii) نام یک گونه از تیره فک بی‌گوش است.